# Crateromys schadenbergi
Crateromys schadenbergi је врста глодара из породице мишева (Muridae).

## Распрострањење
Ареал врсте је ограничен на једну државу. Филипини су једино познато природно станиште врсте.

## Станиште
Станишта врсте су шуме и планине.

## Начин живота
Врста Crateromys schadenbergi прави гнезда.

## Угроженост
Ова врста се сматра угроженом.